# パリで一緒に
『パリで一緒に』（パリでいっしょに、Paris When It Sizzles）は、1964年のアメリカ合衆国のロマンティック・コメディ映画。監督はリチャード・クワイン。『麗しのサブリナ』（1954年）で共演したオードリー・ヘプバーンとウィリアム・ホールデンが再び共演した作品。
原案はジュリアン・デュヴィヴィエとアンリ・ジャンソンによる『アンリエットの巴里祭』（1952年、フランス）の台本。それをジョージ・アクセルロッドが脚色した。

## ストーリー
パリのホテル。映画脚本家のリチャード・ベンソン（ウィリアム・ホールデン）は、プロデューサーのアレクサンダー・マイヤハイム（ノエル・カワード）から高額の前払い金で依頼された映画『エッフェル塔を盗んだ娘 (The Girl Who Stole the Eiffel Tower)』の脚本執筆に取り掛かるが、決まっているのはキャッチーなタイトルだけだった。一方リチャードはマイヤハイムの催促をよそに、脚本を1ページも書かず、酒浸りで遊び呆ける毎日を過ごしていた。締切まであと2日となったある日、新たに雇われた若き女性タイピスト、ガブリエル・シンプソン（オードリー・ヘプバーン）がリチャードの部屋にやってくる。プレイボーイのリチャードは、彼女の美貌からインスピレーションを受け、ようやく脚本の執筆にとりかかる。2人は自分たちをモデルとした登場人物を創造し、パリ祭を舞台にしたサスペンスもののラブ・ストーリーを書きつづりながら、脚本内のストーリーにリンクするように、恋に落ちていく。ガブリエルが眠りに落ちている間、リチャードはやる気を取り戻したかのように、脚本をほとんど仕上げる。
締切を次の日に控えた夜になった。リチャードは、それまでの場面とはあまりに不釣り合いな悲劇的なラストシーンを書き上げて、仕事の完了を一方的に告げる。食い下がるガブリエルに対し「自身の女遊びや酒の原因は、脚本家としての誇りとは裏腹の、映画ビジネスに対する虚しさや疑念のせいであり、出来そこないの脚本を書くのは金が儲かるためだ」と吐露し、彼女を追い出す。
締切日の朝。リチャードが目を覚ますとガブリエルの姿はなく、ガブリエルが持ち込んだ、小鳥を入れた鳥かごだけが残されていた。くしくもその日はパリ祭の当日で、ガブリエルが「恋人とデートする約束がある」と話していたのを思い出したリチャードは、鳥かごをかかえてパリの町を探し回る。夜になって、ガブリエルを見つけたリチャードは「忘れ物をわざと置いて行って気を引く手口なんて、僕は何百回と書いたよ」と告げ、広場に仕掛けられた仕掛け花火に脚本原稿を投げ込む。リチャードは「ホテルへ戻って原稿を書き直そう」とガブリエルの手を引き、抱き寄せて口づけを交わす。

### エッフェル塔を盗んだ娘
リチャードとガブリエルによる脚本案は、以下の劇中劇として展開される。
パリ祭の日。娼婦のギャビー（オードリー・ヘプバーン）は、リック（ウィリアム・ホールデン）という謎めいた男に食事に誘われ、休業中の映画スタジオでのデートに案内される。リックの本職は泥棒で、公開直前の映画『エッフェル塔を盗んだ娘』のマスターフィルムを盗み、それを種にプロデューサー（ノエル・カワード）をゆすって、大金を得る算段だった。実はギャビーもパリ市警のジレー警視（グレゴワール・アスラン）に雇われた密偵であり、リックの犯行を見届け、逃走経路を通報する役割をひそかに担っていた。それぞれが正体を明かし、スタジオじゅうで追跡劇を繰り広げたのち、恋に落ちる。ギャビーはリックへの協力を約束する。
2人はプロデューサーがパリの繁華街で開く仮装パーティに潜入する。プロデューサーに銃を突きつけたリックは「金庫の鍵を渡せ。さもなければ『エッフェル塔を盗んだ娘』のフィルムを焼く」と脅す。鍵を手渡したプロデューサーは大笑いを始め、「あの作品は脚本のせいで大変な駄作となったのだ。公開されれば私のプロデューサー生命は終わりだから、こうしてお別れパーティを開いていたのだ。焼いてくれればむしろ大助かりだ」と明かす。リックは釈然としないまま、ギャビーを連れて逃走を開始する。飛行場についた2人はプライベート・ジェットで逃走しようとするが、タラップに手をかけたリックにフィリップ刑事（トニー・カーティス）の放った銃弾が当たり、絶命する。ギャビーは泣き崩れる。

## キャスト
| 役名                            | 俳優                   | 日本語吹き替え | 日本語吹き替え |
| 役名                            | 俳優                   | 東京12ch版     | フジテレビ版   |
| ------------------------------- | ---------------------- | -------------- | -------------- |
| ガブリエル・シンプソン/ギャビー | オードリー・ヘプバーン | 池田昌子       | 池田昌子       |
| リチャード・ベンソン/リック     | ウィリアム・ホールデン | 家弓家正       | 羽佐間道夫     |
| アレックス・マイヤハイム        | ノエル・カワード       | 早野寿郎       | 兼本新吾       |
| ジレー警視                      | グレゴワール・アスラン | 吉沢久嘉       | 大宮悌二       |
| フランソワ（ギャング1）         | レイモン・ブシェール   |                |                |
| ギャング2                       | トマス・ミシェル       |                |                |
| フィリップ                      | トニー・カーティス     | 広川太一郎     | 安原義人       |

- 東京12ch版：初回放送 1972年11月2日『木曜洋画劇場』[注 4]
- フジテレビ版：初回放送 1993年1月23日『ゴールデン洋画劇場[注 5]』

## スタッフ
- 製作：リチャード・クワイン、ジョージ・アクセルロッド（英語版）
- 監督：リチャード・クワイン
- 原作：ジュリアン・デュヴィヴィエ、アンリ・ジャンソン（フランス語版）
- 脚色：ジョージ・アクセルロッド
- 撮影：チャールズ・ラング・Jr.
- 美術：ジャン・ドーボン（フランス語版）
- セット：ガブリエル・ベチール（英語版）
- オードリー・ヘプバーンの衣装・香水：ユベール・ド・ジバンシィ
- 衣装：ジャン・ゼイ
- ヘアスタイル：ディーン・コール
- メイクアップ：フランク・マッコイ
- 編集：アーチー・マーシェク（英語版）
- 音楽：ネルソン・リドル（英語版）
- 編曲：アーサー・モートン
- 主題歌 “THAT FACE”
  - 作詞：アラン・バーグマン（英語版）
  - 作曲：ルー・スペンス（英語版）
  - 歌手：フレッド・アステア

## エピソード
- 作品中、マレーネ・ディートリヒ、トニー・カーティス、メル・ファーラー（ヘプバーンの当時の夫）、ピーター・セラーズがゲスト出演し、フランク・シナトラ、フレッド・アステアの歌が使われている[3][4][5]。フレッド・アステアの「That Face」を除いてクレジットはない。
  - ただし、トニー・カーティスのみ、日本での1972年リバイバル時にはポスターで3番目にクレジットされていた[6][7][8]。
- オードリー・ヘプバーンの衣装デザインはユベール・ド・ジバンシィ[9][4]。また、この映画ではオードリー・ヘプバーンの香水の製作者としてもクレジットされている[10][11]。『パリで一緒に』は出演者のつけた香水をクレジットに載せた史上初の作品となった[12]。
- 撮影は1962年の7月〜11月に行われており、撮影時のヘプバーンは33才。公開は1964年と、後で撮った「シャレード」より後になった。
- 後年のヘプバーンの伝記ではホールデンが彼が演じた役柄同様にアルコール依存症になっていたことなどが、撮影現場の雰囲気や状況を悪化させ、撮影日数が遅れたと書かれている[13][14][15][16]。しかし、撮影中に実際に現場にいて宣伝写真を撮っていたボブ・ウィロビーによると、監督、ホールデン、ヘプバーンが「この撮影を通して人生をエンジョイしていた」「このときのオードリーは最高の輝きを見せていた」と逆のことを述べている[17]。ヘプバーン自身も息子ショーンに『パリで一緒に』の撮影はとても楽しかったと語っており、「映画を製作するときの体験とその出来栄えは関係ない」と述べている[18]。